# Haslet (Texas)
Haslet es una ciudad ubicada en el condado de Tarrant en el estado estadounidense de Texas. En el Censo de 2010 tenía una población de 1.517 habitantes y una densidad poblacional de 71,5 personas por km².

## Geografía
Haslet se encuentra ubicada en las coordenadas 32°58′2″N 97°20′13″O / 32.96722, -97.33694. Según la Oficina del Censo de los Estados Unidos, Haslet tiene una superficie total de 21.22 km², de la cual 21.17 km² corresponden a tierra firme y (0.22%) 0.05 km² es agua.

## Demografía
Según el censo de 2010, había 1.517 personas residiendo en Haslet. La densidad de población era de 71,5 hab./km². De los 1.517 habitantes, Haslet estaba compuesto por el 90.44% blancos, el 2.37% eran afroamericanos, el 0.59% eran amerindios, el 1.58% eran asiáticos, el 0.2% eran isleños del Pacífico, el 2.64% eran de otras razas y el 2.18% pertenecían a dos o más razas. Del total de la población el 8.5% eran hispanos o latinos de cualquier raza.